# Crumomyia longiptera
Crumomyia longiptera är en tvåvingeart som beskrevs av Kuznetzova 1989. Crumomyia longiptera ingår i släktet Crumomyia och familjen hoppflugor. Inga underarter finns listade i Catalogue of Life.